# Velika Ukrina
Velika Ukrina är ett vattendrag i Bosnien och Hercegovina.   Det ligger i entiteten Republika Srpska, i den centrala delen av landet, 120 km norr om huvudstaden Sarajevo.
Omgivningarna runt Velika Ukrina är en mosaik av jordbruksmark och naturlig växtlighet. Runt Velika Ukrina är det ganska tätbefolkat, med 67 invånare per kvadratkilometer.